# Pseudodiosaccopsis rubeus
Pseudodiosaccopsis rubeus is een eenoogkreeftjessoort uit de familie van de Miraciidae. De wetenschappelijke naam van de soort is voor het eerst geldig gepubliceerd in 1925 door Brian.